# Aýtbaý Hudaýbergenow
Aýtbaý Hudaýbergenow (ur. 1906, zm. 1995) – radziecki i turkmeński polityk, przewodniczący Rady Komisarzy Ludowych Turkmeńskiej SRR w latach 1937-1945.
Od 1929 w WKP(b), 1930 ukończył technikum rolnicze w Aszchabadzie, 1930-1932 i 1933-1934 studiował w Turkmeńskim Instytucie Rolniczym, od 1932 funkcjonariusz partyjny, sekretarz komitetu partyjnego, od 1934 zastępca dyrektora stanicy, 1934-1936 w Armii Czerwonej, 1936 II sekretarz marijskiego rejonowego komitetu Komunistycznej Partii (bolszewików) Turkmenistanu, 1937 instruktor Wydziału Rolnego KC KP(b)T, I sekretarz Lenińskiego Rejonowego Komitetu KP(b)T. Od listopada 1937 do 17 października 1945 przewodniczący Rady Komisarzy Ludowych Turkmeńskiej SRR. 1939-1952 członek Centralnej Komisji Rewizyjnej WKP(b). Odznaczony dwoma Orderami Lenina (1939 i 1944).